# Karlovy Vary
Karlovy Vary (njem. Karlsbad) je lječilišni grad na zapadu Češke, središte istoimenog okresa i češke pokrajine Karlovarski kraj. To su jedne od najpoznatijih europskih toplica, najveće u Europi. i najposjećenije toplice u Češkoj. Na gradskom području površine od 59.08 km² je 2022. godine živjelo oko 45.500 stanovnika stanovnika. 
God. 2021. UNESCO je prepoznao važnost ovih toplica i stavio je grad na popis mjesta svjetske baštine u Europi, zajedno s još 10 europskih lječilišnih gradova pod nazivom: Veliki lječilišni gradovi Europe.
Grad je nazvan po svom osnivaču, caru Svetog Rimskog Carstva i češkom kralju, Karlu IV., koji je osnovao grad 1370. godine. Toplice su privlačile europsku aristokraciju sve do Prvog svjetskog rata. 
U gradu se održava i poznati filmski festival, a od njegovih proizvoda slavni su liker Karlovarská Becherovka i djela tvornice stakla Moser Glass. 

## Zemljopisne odlike
Karlovy Vary se nalaze oko 106 kilometara zapadno od Praga. Nalazi na ušću rijeke Teple u rijeku Ohře. Teplá izvire u termalnom izvoru, te je u njoj voda topla. U gradskom području se nalazi 13 velikih termalnih izvora i preko 300 manjih. 
Kao glavni grad na „Zapadnočeškom lječilišnom trokutu” (Karlovy Vary, Frantiskovy Lazne i Mariánské Lázně) i najveći lječilišni kompleks u Europi, Karlovy Vary ima preko 80 izvora. Oni su dio Eger Grabena, tektonski aktivne regije u zapadnoj Češkoj. Iako je područje infiltracije nekoliko stotina četvornih kilometara, svaki izvor ima isto hidrološko podrijetlo, te stoga dijeli iste otopljene minerale i kemijsku formulu. Najtopliji izvori mogu se približiti 74 °C, dok najhladniji imaju temperaturu ispod 40 stupnjeva. Svi izvori zajedno daju otprilike 2.000 litara vode svake minute.
Sjeverni dio općinskog teritorija s najvećim dijelom izgrađenog područja leži u relativno ravnom krajoliku Sokolovske kotline (Sokolovská pánev). Južni dio, uključujući dolinu rijeke Teplá, leži u brežuljkastom krajoliku Slavkovske šume (Slavkovský les) i u istoimenom zaštićenom krajobraznom području. Najviša točka je brdo Vitkov vrh (Vítkův vrch) sa 642 metra nadmorske visine.

## Povijest
U Drahovicama je pronađeno antičko kasnobrončanodobno utvrđeno naselje. Slavensko naselje na lokalitetu Karlovy Vary dokumentirano je nalazima u Tašovicama i Sedlecu.
Od kraja 12. stoljeća do početka 13. stoljeća njemački doseljenici iz obližnjih područja njemačkog govornog područja dolazili su kao doseljenici, obrtnici i rudari kako bi razvili gospodarstvo regije. Naposljetku, ovo selo je postao naselje s njemačkim govornim stanovništvom, poznat kao Obora.
Dana 14. kolovoza 1350. godine, car Karlo IV. dao je tom mjestu gradske privilegije, jer je poznavao legendu o toplim izvorima i njihovim navodnim zdravstvenim blagodatima. 
Karlsbadski dekreti, donešeni ovdje na poticaj austrijskog premijera Klemensa von Metternicha 1819. god., povezivali su grad s protuliberalnom cenzurom unutar Njemačke konfederacije (1815. – 1848.).
Zahvaljujući publikacijama liječnika poput Davida Bechera i Josefa von Löschnera, grad je postao poznato lječilište i posjećivali su ga mnogi pripadnici europske aristokracije. Postao je popularan nakon što su 1870. izgrađene željezničke linije Cheb – Prag.
Broj posjetitelja narastao je sa 134 obitelji 1756. god. na 26.000 gostiju godišnje krajem 19.  stoljeća. Godine 1911. dosegao je 71.000 posjetitelja, ali Prvi svjetski rat okončao je turizam i Austro-Ugarsku Monarhiju 1918. godine.
Većina stanovništva, njemačkog govornog područja, prosvjedovala je protiv inkorporacije regije u Čehoslovačku Saint-germainskim ugovorom. Mirna povorka održana je 4. ožujka 1919., ali su tog istog mjeseca češke trupe ubile šestoricu učesnika marša koji se oteo kontroli
Godine 1938., Münchenskim sporazumom područje Sudeta, uključujući Karlovy Vary, pripojeno je Nacističkoj Njemačkoj. Nakon Drugog svjetskog rata većina njemačkog govornog gradskog stanovništva je protjerana, a njihova imovina je prema unaprijed donesenima Benešovim dekretima konfiscirana. 
Međunarodni filmski festival Karlovy Vary (Mezinárodní filmový festival Karlovy Vary) filmski je festival koji se od 1946. god. održava svake godine u srpnju u gradu. Jedan je od najstarijih festivala na svijetu i vodeći filmski festival u srednjoistočnoj Europi.
Sve do kraja komunističke vladavine u Čehoslovačkoj 1989. i raspada Sovjetskog Saveza 1991. god., prisutnost ruskih poduzeća u Karlovym Varyma stalno se povećavala.

## Znamenitosti
U središnjem lječilišnom području dokumentirano je ukupno 89 mineraliziranih termalnih izvora, od čega je 19 prirodnih ljekovitih voda odobrenih Zakonom o toplicama. To je hipotonična, jako mineralizirana izvorska voda lužnatog tipa koja sadrži Glauberovu sol. Primjena karlovačkih ljekovitih izvora je raznolika: poremećaji probavnog sustava, metabolički poremećaji, šećerna bolest, giht, pretilost , parodontalna bolest, bolesti mišićno-koštanog sustava, jetre, žuči, žučnih puteva i gušterače te onkološke boli. Laksativno djelovanje ljekovite vode je zahvaljujući glauberovoj soli. 
Pored triju velikih zgrada toplica, Elizabetine kupke i Becher kupke (Alžbětiny Lázně i Lázně 5), Dvorske kupke (Zámecké Lazně) i Lazne III, u gradu se nalaze dobro očuvani povijesni lječilišni objekti: Bijela kolonada, Tržna kolonada (1883., Biro Fellner & Helmer), Mlinska kolonada (1871.–1881., Josef Zítek), Kolonada u parku („Vrtna kolonada”), Kolonada gejzira (1969.–1975., prof. Votruba) i Kolonada dvorca (1911.– 1913., Friedrich Ohmann). U svim spomenutim kolonadama nalaze se ljekoviti izvori (pramen) čija temperatura ponekad prelazi 60°C.
Ostale znamenite građevine su: 
- Crkva sv. Marije Magdalene iznad Sprudela, sagrađena 1736. prema nacrtima Kiliana Ignaza Dientzenhofera, važno je djelo barokne arhitekture.
- Gradsko kazalište iz 1886.
- Primjer orijentalne arhitekture je ruska pravoslavna crkva sv. Petra i Pavla u ulici Krále Jiřího sa svojim pozlaćenim kupolastim krovovima.
- Grand Hotel Pupp, koji je osnovan 1770. godine na obali rijeke Teplá, a hotelijer Julius Pupp (1870.–1936.) proširio ga je u vrhunski internacionalni hotel s uglavnom secesijskim interijerom. * Hotel Imperial, koji je projektirao arhitekt Ernest Hébrard, otvoren je 1912. godine.
- Kompleks nalik dvorcu, Mali Versaj (Malé Versailles) nalazi se zapadno od grada.

- Znamenitosti Karlovy Vary
- Kolonada s toplim izvorom (bivša kolonada Jurija Gagarina), izgrađena 1984. god.
- Grand Hotel Pupp
- Crkva Marije Magdalene
- Dvorac s tržišnom kolonadom
- Vrući izvor (Vřídlo)
- Sjedište Becherovke
- Ruska pravoslavna crkva Svetog Petra i Pavla
- Rijeka Teplá u urbanom području

## Zbratimljeni gradovi
| - Baden-Baden Njemačka - Bernkastel-Kues Njemačka - Carlsbad SAD - Eilat Izrael | - Kusatsu Japan - Locarno Švicarska - Varberg Švedska |